# Липовка (Кировоградская область)
Липовка (укр. Липівка) — село в Александровской поселковой общине Кропивницкого района Кировоградской области Украины.
До 2020 года входило в Александровский район
Население по переписи 2001 года составляло 41 человек. Почтовый индекс — 27343. Телефонный код — 5242. Код КОАТУУ — 3520586002.